# 徐與憲
徐與憲（1429年—？），字与典，号文振，河南汝寧府光州光山縣人，民籍。明朝政治人物。進士出身。

## 生平
景泰七年（1456年）舉丙子科河南鄉試第四十四名。成化五年（1469年）中式乙丑科會試第一百三十五名，殿試登進士第二甲第三十六名。成化六年，任戶科給事中兼礼部郎中。成化十年，提請并成功罷免巡撫北直隸右副都御史葉冕、甘肅右副都御史婁良、大同左僉都御史鄭寧。

## 家族
高祖唐姓名辛武受赠朝议大夫，系北宋质肃公唐介后裔。于明洪武初年从湖北麻城唐家巷迁居河南光山县西北七十里沟口店岗上（现归息县八里岔乡）住，生子一，名道亨。后因承袭徐姓田粮古册，曾祖易为徐姓。
曾祖父徐道亨受赠朝议大夫，生六子，名：以达、以礼、以忠、以德、以正，以敬。
祖父徐以德诰赠朝议大夫，户科给事中，生子四，名俊通、俊玥、俊璟、俊瑁。
父徐（俊）通诰封朝议大夫，户科给事中，生子一。。